# Inna Șupac
Inna Șupac (n. 9 februarie 1984) este o activistă civică și politiciană din Republica Moldova. A avut funcția de deputat în Parlamentul Republicii Moldova, pe listele Partidului Comuniștilor din Republica Moldova, în patru legislaturi: aprilie-iulie 2009, iulie 2009-2010, 2010-2014 și 2014-2019.

## Studii
Inna Șupac este licențiată în relații internaționale la Universitatea Liberă Internațională din Moldova (2001-2006). În perioada octombrie 2006 – octombrie 2007 a studiat la Institutul European de Științe Politice din Moldova, iar între octombrie 2007 și septembrie 2008 a făcut masteratul în antropologie la Școala Antropologică Superioară din Moldova.
În mai 2006, a fost inclusă în lista celor mai buni studenți din Moldova, câștigând Bursa de Merit de gradul I instituită de Consiliul Rectorilor din Republica Moldova. După absolvire, a efectuat un stagiu de practică la Parlamentul European la Bruxelles și Strasbourg. După ce s-a întors din Europa, a lucrat în Aparatul Președintelui Republicii Moldova.
Conform CV-ului său, cunoaște limbile română (pe care ea o indentifică drept moldovenească), rusă, ucraineană și engleză.

## Activitate politică
Inna Șupac a fost membru al Partidului Comuniștilor din Republica Moldova din 2005 până în 2019. Din 2008 a făcut parte din Comitetului Central al PCRM, iar în 2007-2011 a fost prim-secretar al Uniunii Tineretului Comunist din Moldova.
Timp de 10 ani, din 2009 până în 2019, a fost deputată în Parlamentul Republicii Moldova. Este autoarea și co-autoarea a peste 70 de inițiative legislative în domeniul democratizării, transparenței, drepturilor omului, educației, mass-media. În cadrul activităților sale parlamentare a deținut următoarele funcții: vicepreședinta Comitetului de cooperare parlamentară a Republicii Moldova - Uniunea Europeană (2011-2014), membra Biroul Permanent al Parlamentului (2016-2019), președinta fracțiunii parlamentare PCRM (2015-2019).
La alegerile parlamentare din 30 noiembrie 2014 din Republica Moldova, Inna Șupac candida de pe poziția a 23-a în lista PCRM și inițial nu a reușit să acceadă în parlament, însă, și-a câștigat mandatul pe 11 mai 2015, după ce deputata Irina Vlah a fost aleasă în funcția de bașcan al Găgăuziei și din cauza incompatibilității funcțiilor și-a depus mandatul de deputat.
În anii 2000, Șupac a promovat în Republica Moldova acțiunea „Gheorghievskaia lentocika” („Panglica Sfântului Gheorghe”) de îndemnare a populației să poarte Panglica Sfântului Gheorghe atașată în piept.
A fost membră activă a Adunării Parlamentare a Consiliului Europei, folosind această platformă, printre altele, pentru a atrage atenția comunității internaționale asupra necesității condamnării regimului oligarhic al lui Vladimir Plahotniuc.

## Activism civic
În 2019, Inna Șupac și-a suspendat activitățile politice, trecând în societatea civilă. Din iunie 2019 până în iunie 2022, a ocupat funcția de director executiv al Institutului pentru Inițiative Strategice din Moldova, apoi a continuat să lucreze în acest ONG ca expert. În 2021, ea a co-moderat emisiunea «Что это было?» („Șto ăto bîlo?” – din rusă „Ce a fost asta?”) pe postul de televiziune TV8. În prezent este cercetătoare la Academia de Relații Internaționale din Bonn, Germania.